# Serge Bricianer
 (octobre 2017).
Serge Bricianer (1923-1997), dit Georges Cousin, est un écrivain et militant internationaliste français du XXe siècle, actif notamment dans les groupes de l’extrême-gauche dissidente « Socialisme ou Barbarie » et « Informations et Correspondance ouvrières ». Il est l'un des auteurs de La Grève généralisée en France, ouvrage de référence sur la période Mai 1968.

## Biographie
Serge Bricianer naît à Paris, le 15 février 1923, dans une famille bourgeoise d’origine juive provenant de Briciani, village situé en Moldavie (aujourd'hui en Roumanie). Il a une enfance aisée dans la grande maison familiale de Vaucresson et reçoit une excellente éducation.
Après la faillite de l’entreprise familiale et la perte de la maison de Vaucresson à la suite de la crise financière de 1929, il est contraint de devenir  ouvrier tailleur-fourreur.
Proche des milieux communistes avant le déclenchement de la guerre, il se rapproche ensuite des anarchistes, notamment par pacifisme intégral.
Pendant l'Occupation, pour ne pas être raflé, il se réfugie d'abord à Marseille et à Nice, puis, vers la fin de la guerre, en Suisse. Il revient à Paris en 1943 et fréquente alors la Fraction française de la gauche communiste internationale, animée par Marc Chirik, et fréquente Jean Malaquais.
Après la guerre, il milite au sein de la Gauche communiste de France, toujours animée par Chirik, qui s’éloigne du bordiguisme. Il utilise alors le pseudonyme de Georges Cousin. On y retrouve Robert Salama, dit « Mousso », Pierre Bessaignet dit « Philippe », Louis Evrard. Il est notamment le principal rédacteur de la revue du groupe, Internationalisme. La GCF est cependant très oscillante dans son orientation politique. Elle se rapproche un temps des anciens du groupe « Union communiste », qui suivent alors les thèses d’Anton Pannekoek. Le groupe se disloque de facto en 1952, avec le départ de plusieurs de ses dirigeants à l’étranger.
Serge Bricianer fréquente alors les milieux conseillistes, et notamment Maximilien Rubel, Rina Schönberg, Jacques Gallienne, Benjamin Péret, Sophie Moen.
Après 1956, il participe aux travaux de « Socialisme ou Barbarie », menés par Cornelius Castoriadis, avec qui il entre en contact par l’entremise de Benno Sarel. Bricianer reste, pendant les années qui suivent, en rapport avec tous les groupes et groupuscules issus des scissions et fractures au sein de cette mouvance de la gauche communiste, notamment « Informations et Liaisons ouvrières » (ILO), menée par Claude Lefort.
Il est particulièrement proche, ensuite, du groupe « Informations et Correspondance ouvrières » (ICO), dirigé par Henri Simon et Pierre Blachier. Ce groupe se rapproche de Paul Mattick dans les années 1960.
Vers le milieu des années 1960, Serge Bricianer partage sa vie avec Béatrice Rochereau de la Sablière, ancienne compagne du poète Gherasim Luca. Pour vivre, tous deux traduisent en français des ouvrages pour des éditeurs, en particulier Gallimard. Au cours d'une crise psychotique, sa compagne détruit une bonne partie des manuscrits de Bricianer, drame qui marque la rupture du couple.
Le groupe ICO participe ensuite très activement aux événements de mai 1968, faisant la liaison entre des groupes étudiants comme le mouvement du 22 mars et les mouvements ouvriers des usines. Bricianer se fait le propagateur du communisme des conseils ouvriers dans cette période.
À l’issue de cette expérience, il publie La Grève généralisée en France, mai-juin 68, ouvrage à la rédaction duquel ont participé Rina Schönberg, Daniel Saint-James, Henri Simon et d'autres. Le livre fait référence comme analyse marxiste du mouvement de mai 68.
Il se consacre ensuite principalement à la rédaction ou la traduction d’ouvrages historiques ou théoriques sur le communisme, notamment Pannekoek et les conseils ouvriers (1969), ou des traductions d’œuvres de Paul Mattick (Intégration capitaliste et rupture ouvrière (1972), Marx et Keynes (1972), Crise et théories des crises).
En 1978-1979, il participe aux côtés de René Lefeuvre à la résurrection de la revue Spartacus. 
Il s’intéresse aussi à la Révolution iranienne et prépare un ouvrage sur la façon dont les conseils autonomes mis en place dans les premiers temps de cette révolution ont fini par être détournés par le pouvoir religieux. Ce livre sera publié de façon posthume sous le titre Une étincelle dans la nuit : islam et révolution en Iran 1978-1979.
Bricianer s'éteint au Blanc-Mesnil (Seine-Saint-Denis) le 12 juin 1997, à l'âge de 74 ans, des suites d’un cancer du poumon.
Ses livres et ses archives sont conservés à la Bibliothèque de documentation internationale contemporaine (BDIC) de Nanterre. Les ouvrages que cette bibliothèque possédait déjà sont allés au Musée social de Paris et à la Biblioteca Franco Serantini (BFS) de Pise. Une liste de l’ensemble de ses livres a été déposée à la BDIC.

## Publications

### Ouvrages
- avec Daniel Saint-James, Rina Schönberg, Henri Simon, La Grève généralisée en France, mai-juin 1968, Paris, ICO (Informations et Correspondances ouvrières), supplément 72, juin-juillet 1968, 37 pages (réédité comme n° 51 des Cahiers mensuels Spartacus, série A (1978), puis comme n° 172 des Cahiers de Spartacus, série B (2007).)
- Une étincelle dans la nuit : islam et révolution en Iran, 1978-1979, Paris, Éd. Ab Irato, 2002, 78 pages (publication posthume)

### Traductions

#### de l’anglais
- Alban G. Widgery, De Confucius à Toynbee, les grandes doctrines de l’histoire, Paris, Gallimard, 1961. (réédition en 1965, Paris, N.R.F., coll. « Idées », 1965, 380 p.)
- Carlo M. Cipolla, Histoire économique de la population mondiale, Paris, Gallimard, 1965, 183 pages.
- René Maheu et al., Science et Synthèse, exposés et débats du colloque international organisé par L'Unesco à Paris en 1965, Paris, Gallimard, [Idées No 137], 1967, 384 pages (les textes originaux en langue anglaise ont été traduits par Serge Bricianer et Fernand Lot).
- Richard H. Popkin, Les assassins de Kennedy, Paris, Gallimard, 1967, 191 p.
- Andrej Dimitrievič Saharov, Harrison Evans Salisbury, La Liberté intellectuelle en U.R.S.S. et la coexistence, introduction, postface et notes de Harrison E. Salisbury, Paris, Gallimard, 1969, 191 pages.
- Paul Mattick, Marx et Keynes, les limites de l'économie mixte, Paris, Gallimard, 1972, 440 p.
- Paul Mattick, Crises et théorie des crises, Champ libre, 1976, 242 pages.
- Karl Korsch, Marxisme et contre-révolution dans la première moitié du vingtième siècle, choix de textes traduits et présentés par Serge Bricianer.

#### de l’allemand
- Wolfgang Köhler, La psychologie de la forme, Paris, Gallimard, 1964, 381 p.
- Uwe Bergmann, Rudi Dutschke, Wolfgang Lefevre, Bernd Rabehl, La révolte des étudiants allemands, traduit de l'allemand par Serge Bricianer et Anne Gaudu, Paris, Gallimard, 1968, 383 pages.
- L'idée de paix et l'agressivité humaine ; quatre essais, Paris, Gallimard, 1970, 188 pages.
- Karl Korsch, Karl Marx, postface de Paul Mattick, Éd. Champ Libre, Paris, 1971, 288 p.
- Oskar Anweiler, Les soviets en Russie, 1905-1921, préface de Pierre Broué, Paris, Gallimard, 1972, xxviii-355 pages.
- Paul Mattick, Intégration capitaliste et rupture ouvrière (choix de textes),  préface de Robert Paris, Paris, EDI, 1972, 272 pages.
- Karl Korsch, Marxisme et contre-révolution dans la première moitié du vingtième siècle, sous la dir. de Serge Bricianer, Paris, Seuil, 1975 (voir l'introduction : Serge Bricianer, Karl Korsch (1886-1961). Un Itinéraire marxiste).
- Anton Pannekoek et les Conseils ouvriers, textes choisis, traduits et présentés par Serge Bricianer, Paris, Etudes et documentation internationales (EDI), coll. « Praxis », 1969, 306 pages (nouvelle édition revue, corrigée et augmentée, 1977, 312 p. (traduction en anglais : Pannekoek and the Workers' Councils, Telos Press, St Louis, 1978, 300 pages).
- Louis Fischer, Lénine, Paris, Christian Bourgois, 1964, 502 pages.

### Articles

#### Sous son nom propre
- Riches et pauvres en Amérique, in Socialisme ou Barbarie, n° 38, vol. VIII, octobre-décembre 1964, p. 105-109.
- L’ombre de Spartacus, in La Quinzaine littéraire, n° 4, 2 mai 1966, p. 21-22.
- Après Vatican II, in La Quinzaine littéraire, n° 20, 15-30 janvier 1967, p. 23-24.
- Psychanalyse et mouvement social, in Mise au point, n° 1, octobre 1972, p. 1-45 (mais il a participé à la discussion et à l’élaboration de l’ensemble du numéro).

#### Sous le pseudonyme Georges Cousin
- Tribune libre, in Internationalisme, n° 27, 15 octobre 1947, p. 21-30.
- Nouvelles internationales et nationales - Staline sauvé par l’inflation, in Internationalisme, n° 30, 15 janvier 1948, p. 12-14.
- Le Danube est désormais un fleuve russe, in Internationalisme, n° 32, mars 1948, p. 7-17 et 20.
- Situation internationale, in Internationalisme, n° 33, 15 avril 1948, p. 9-17.
- Et vive la paix, in Internationalisme, n°35, juin 1948, p. 6-10.
- Gomulka était-il trotskiste ?, in Internationalisme, n° 38, octobre 1948, p. 5-7.
- L’Orient : point crucial des antagonismes impérialistes, in Internationalisme, n° 39, novembre 1948, p. 7-13.
- Aperçu de la pensée révolutionnaire en Australie, in Internationalisme, n° 40, décembre 1948, p. 21-31.
- Signification d’un message présidentiel, in Internationalisme, n° 41, janvier 1949, p. 1-5.
- Autour d’un procès, in Internationalisme, n° 42, février 1949, p. 6-10.
- Revue de presse, in Internationalisme, n° 42, février 1949, p. 17-20.
- Les fractions de la G.C.I. en France et aux États-Unis, in Internationalisme, n° 43, juin-juillet 1949, p. 30-35.
- Exposé du camarade Cousin [à la réunion de S ou B du 21 avril] [suivi de] : Guerre en Corée, in Internationalisme, n° [44 bis ? illisible], [1950, illisible], p. 15-28
- Siqueiros, go home, in Internationalisme, n°[45, 1952 illisible], p. 44-50.

#### Anonymes
- Réflexions d’un camarade après la discussion sur la question nationale, in ICO, n° 39, mai 1965, p. 20-22.
- Le mouvement pour les conseils ouvriers en Allemagne, in ICO, n° spécial (n° 42), août-septembre 1965, 24 + 9 p.
- Lecture. « Le 17 juin 1953 », Arnulf Baring, Cologne, 1965, in ICO, n° 43, novembre 1965, p. 16-19.
- À propos de Wilhelm Reich, in ICO, supplément au n° 60, mai 1967, p. 1-16.
- Cinq livres sur mai, in ICO, n° 73, août-septembre 1968, p. 13-23.
- Une omission bizarre, in ICO n° 74, octobre 1968, p. 12.
- À propos de l’autogestion, in ICO, n° 74, octobre 1968, p. 20-26.
- La Différence, in ICO, n° 81, mai 1969, p. 18-25.
- Quelques réflexions, in ICO, n° 94, juin 1970, p. 1-7.